# 何塞·埃斯科拉斯蒂科·马林

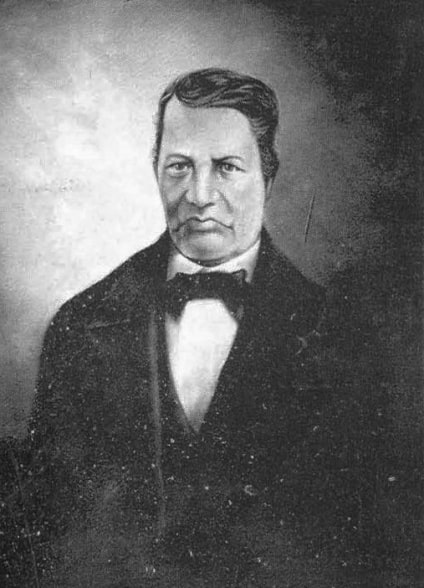
何塞·埃斯科拉斯蒂科·马林

何塞·埃斯科拉斯蒂科·马林将军(General José Escolástico Marín?—1846年11月11日) 出生于圣维森特，萨尔瓦多总统(从1842年2月1日至4月14日)。
他在与反政府主席尤金尼奥·阿吉拉的军事行动中丧生。 